# Єфимовці
Єфи́мовці (рос. Ефимовцы) — присілок у складі Омутнінського району Кіровської області, Росія. Входить до складу Залазнинського сільського поселення.
Населення становить 1 особа (2010, 1 у 2002).
Національний склад станом на 2002 рік — росіяни 100 %.